# Gondrin
Gondrin este o comună în departamentul Gers din sudul Franței. În 2009 avea o populație de 1.180 de locuitori.

## Evoluția populației
| An        | 1975  | 1982  | 1990  | 1999 | 2006  | 2009  |
| --------- | ----- | ----- | ----- | ---- | ----- | ----- |
| Populație | 1.074 | 1.041 | 1.042 | 999  | 1.112 | 1.180 |